# جانا ماكروفا
جانا ماكروفا مواليد 14 أكتوبر 1978 في تشيكوسلوفاكيا، هي لاعبة كرة مضرب تشيكية سابقة بدأت مسيرتها كمحترفة سنة 1994، اعتزلت اللعب في 2004. أعلى تصنيف لها في الفردي كان 276. أعلى تصنيف لها في الزوجي كان 200.

## روابط خارجية
- جانا ماكروفا على موقع رابطة محترفات التنس (الإنجليزية)
- جانا ماكروفا على موقع الاتحاد الدولي لكرة المضرب (الإنجليزية)
- جانا ماكروفا على موقع خلاصة التنس.كوم (الإنجليزية)